# Jörg Berkemann
Jörg Berkemann (* 28. Oktober 1937 in Hamburg) ist ein deutscher Jurist.
Er war Richter am Bundesverwaltungsgericht in Leipzig
und ist Honorarprofessor für Öffentliches Recht der Universität Hamburg sowie Lehrbeauftragter der Bucerius Law School.

## Werdegang
Nach dem Studium der Rechtswissenschaften in Hamburg bestand Jörg Berkemann 1961 die erste und 1967 die zweite juristische Staatsprüfung.
Am 2. Dezember 1966 hatte ihn die Rechtswissenschaftliche Fakultät der Universität Hamburg mit der Dissertation zum Thema „Die staatliche Kapitalbeteiligung an Aktiengesellschaften mit besonderer Berücksichtigung haushaltsrechtlicher Bestimmungen“ zum Doktor der Rechte promoviert. Doktorvater war Hans Peter Ipsen.
Von 1968 bis 1970 war Jörg Berkemann wissenschaftlicher Mitarbeiter beim Bundesverwaltungsgericht im 7. Senat
und von 1970 bis 1976 wissenschaftlicher Mitarbeiter beim Bundesverfassungsgericht. Unter Aufrechterhaltung seiner Abordnung an das Bundesverfassungsgericht erfolgte 1971 die Ernennung zum Gerichtsassessor in Hamburg und 1972 die Ernennung zum Landgerichtsrat in Hamburg.
Gleichzeitig absolvierte er seit 1969 an der Freien Universität Berlin und später an der Technischen Universität Karlsruhe ein Studium der Philosophie. Mit seiner Dissertation bei Hans Lenk zum Thema „Studien zu Kants Haltung zum Widerstandsrecht“ wurde er dort 1972 zum Doktor der Philosophie promoviert.
Nach dem Ende seiner Abordnung trat Jörg Berkemann seinen Dienst beim Landgericht Hamburg an, wurde aber bereits zum 1. Oktober 1977 an das Verwaltungsgericht Hamburg versetzt. Nach sechsmonatiger Abordnung an das Hamburgische Oberverwaltungsgericht wurde er am 28. Juni 1978 Mitglied dieses Gerichts. Nach seiner Wahl zum Richter am Bundesverwaltungsgericht gehörte er vom 22. Dezember 1983 bis 31. Oktober 2002 dem in erster Linie für das Bau- und Bodenrecht sowie das Straßen- und Wegerecht zuständigen 4. Revisionssenat an. Seit 1987 war er Juris-Beauftragter des Bundesverwaltungsgerichts. Das Bundesministerium der Justiz entsandte ihn 1992 in den Sachverständigenrat der juris GmbH, bei der er später dann Mitglied des neu gebildeten Beirats wurde.
Neben seinen zahlreichen, fachlich breit gestreuten juristischen Veröffentlichungen mit Schwerpunkten im Verfassungs- und im (europäischen) Umweltrecht sowie im Bau- und Planungsrecht forscht und veröffentlicht Jörg Berkemann (teilweise zusammen mit Ina Lorenz) seit Jahrzehnten zur Geschichte der Juden in Hamburg.

## Ehrungen
Jörg Berkemann erhielt 2014 die „Ehrenmedaille für Verdienste um Recht und Rechtsentwicklung“ der Bucerius Law School. Laudator war der Richter des Bundesverfassungsgerichts a. D. Prof. Dr. Wolfgang Hoffmann-Riem. Im Januar 2017 erhielten er und seine Ko-Autorin Ina Lorenz in Berlin den Obermayer German Jewish History Award für das gemeinsame 7-bändige Werk „Die Hamburger Juden im NS-Staat 1933 bis 1938/39“, das auf einer 20-jährigen Forschungstätigkeit beruhte. Die Juristenfakultät der Universität Leipzig verlieh ihm im April 2018 die Ehrenpromotion; Laudator war der Richter des Bundesverfassungsgerichts Ulrich Maidowski.

## Veröffentlichungen (Auswahl)
- Die Hamburger Juden im NS-Staat 1933 bis 1938/39 (mit Ina Lorenz). Wallstein, Göttingen 2016, Band 1–7, ISBN 978-3-8353-1811-3.
- Streitfall Jüdischer Friedhof Ottensen 1663–1993 (mit Ina Lorenz). Dölling und Galitz Verlag, Hamburg 1995, Band 1–2, ISBN 3-926174-67-6.
- Handbuch zum Recht der Bau- und Umweltrichtlinien der EU (herausgegeben mit Günter Halama). 2., erw. Auflage, vhw-Verlag Dienstleistung, Bonn 2011, ISBN 978-3-87941-950-0.
- Die staatliche Kapitalbeteiligung an Aktiengesellschaften (juristische Dissertation). Appel, Hamburg 1966.
- Studien zu Kants Haltung zum Widerstandsrecht (philosophische Dissertation). Hochschulschrift, Karlsruhe 1972.
- Das „Abwägungsmodell“ des BVerwG (BVerwGE 34, 301 [1969]) – Entstehungsgeschichte und Legendenbildungen. Deutsches Verwaltungsblatt 2013, S. 1280–1292.